# AWS Shopper
De AWS Shopper is een dwergauto die in 1970 door de voormalige Borgward-dealer Walter Schätzle op de Hannover Messe werd gepresenteerd. Na enkele handmatig gebouwde exemplaren werd de Shopper tussen 1973 en 1974 geproduceerd door Automobilwerk Walter Schätzle (AWS) in Rudow, West-Berlijn.

## Geschiedenis

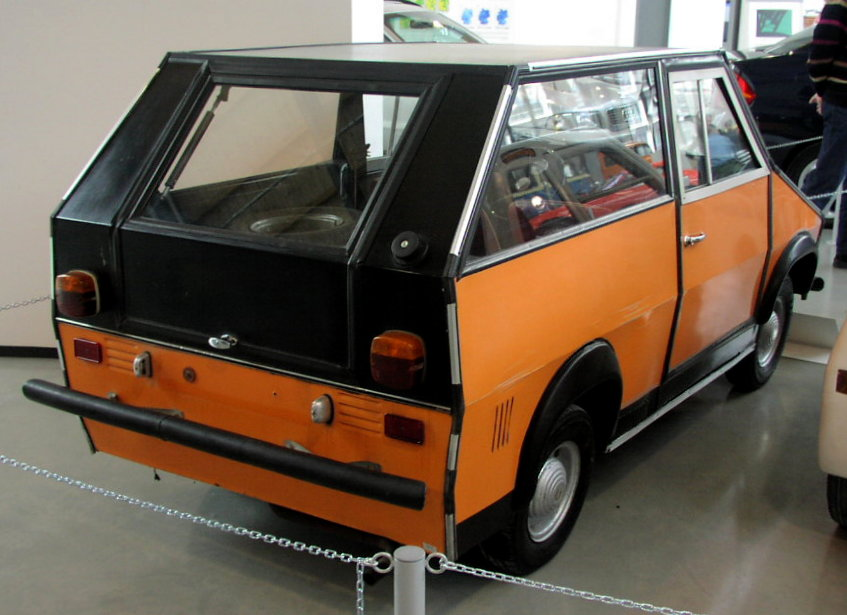
AWS Shopper in het Deutsches Museum

Nadat BMW de autofabrikant Hans Glas GmbH had overgenomen en in 1969 de productie van de Goggomobil staakte, was er geen enkele fabrikant meer die auto's produceerde met een 250 cc-motor. Walter Schätzle besloot de voorraad Goggomobil-onderdelen over te nemen om een volledig nieuw wagentje te bouwen.
De ontwikkeling werd gestart in Hessen maar de productie in 1973 overgebracht naar West-Berlijn omwille van de zogenaamde Berlinförderung. De Berlijnse economie werd qua concurrentiepositie ernstig belemmerd door de blokkade van Berlijn en de daaropvolgende geïsoleerde ligging. Daarom besloot de federale regering van de Bondsrepubliek Duitsland om de economie van Berlijn te begunstigen met borgtochten en vooral door belastingsubsidies.
De auto had de bodemplaat, het onderstel en de motor van de Goggomobil T250. De dwars achterin gemonteerde  tweecilinder tweetaktmotor met 10 kW (13,6 pk) en 22 Nm koppel dreef via een handgeschakelde vierversnellingsbak de achterwielen aan. De carrosserie was zelfdragend en bestond uit een skelet (spaceframe) van vierkante stalen buizen en moffen van aluminium, bekleed met door Salzgitter AG ontwikkeld blik dat met kunststof overtrokken was. De auto kon met de hand worden geassembleerd met een hamer, een boor en een klinkertang. Dure dieptrekpersen en lakspuitinstallaties waren niet nodig.
Het zo ontstane wagentje noemde men de AWS Piccolo en later de Shopper. De auto woog leeg 415 kg, reed maximaal 75 km/u, had twee stoelen, twee zijdeuren en een ver in het dak reikende in de achterklep (derde deur). Met een wielbasis van 1,8 meter was hij 3,07 meter lang, 1,4 meter breed en 1,38 meter hoog.
De AWS Shopper was alleen beschikbaar in de hier getoonde kleurencombinatie oranje/zwart. Het bedrijf probeerde de auto op de markt te brengen als boodschappenauto voor gezinnen, een andere doelgroep waren houders van het oude Duitse klasse 4-rijbewijs (voertuigen tot 250 cc). De kwaliteit van de afwerking was echter matig en de kleine productieaantallen stuwden de kosten op - met een prijs van 5.700 Duitse mark was de AWS aanzienlijk duurder dan een VW Kever in standaarduitvoering. Het ongewone uiterlijk, de verouderde tweetakttechniek en de dubieuze actieve en passieve veiligheid in het moderne verkeer zorgden ervoor dat de auto overkwam als een anachronistisch en te duur transportmiddel. Potentiële klanten geven de voorkeur aan een bijna even dure Fiat 126.
Na 1.400 AWS Shoppers en 300 AWS Piccolo's, dus in totaal 1.700 exemplaren, werd de productie in juli 1974 beëindigd omdat de fabrikant failliet ging.

## Varianten
Versies als een open transporters voor de industrie of kleine pick-ups bleven prototypen.

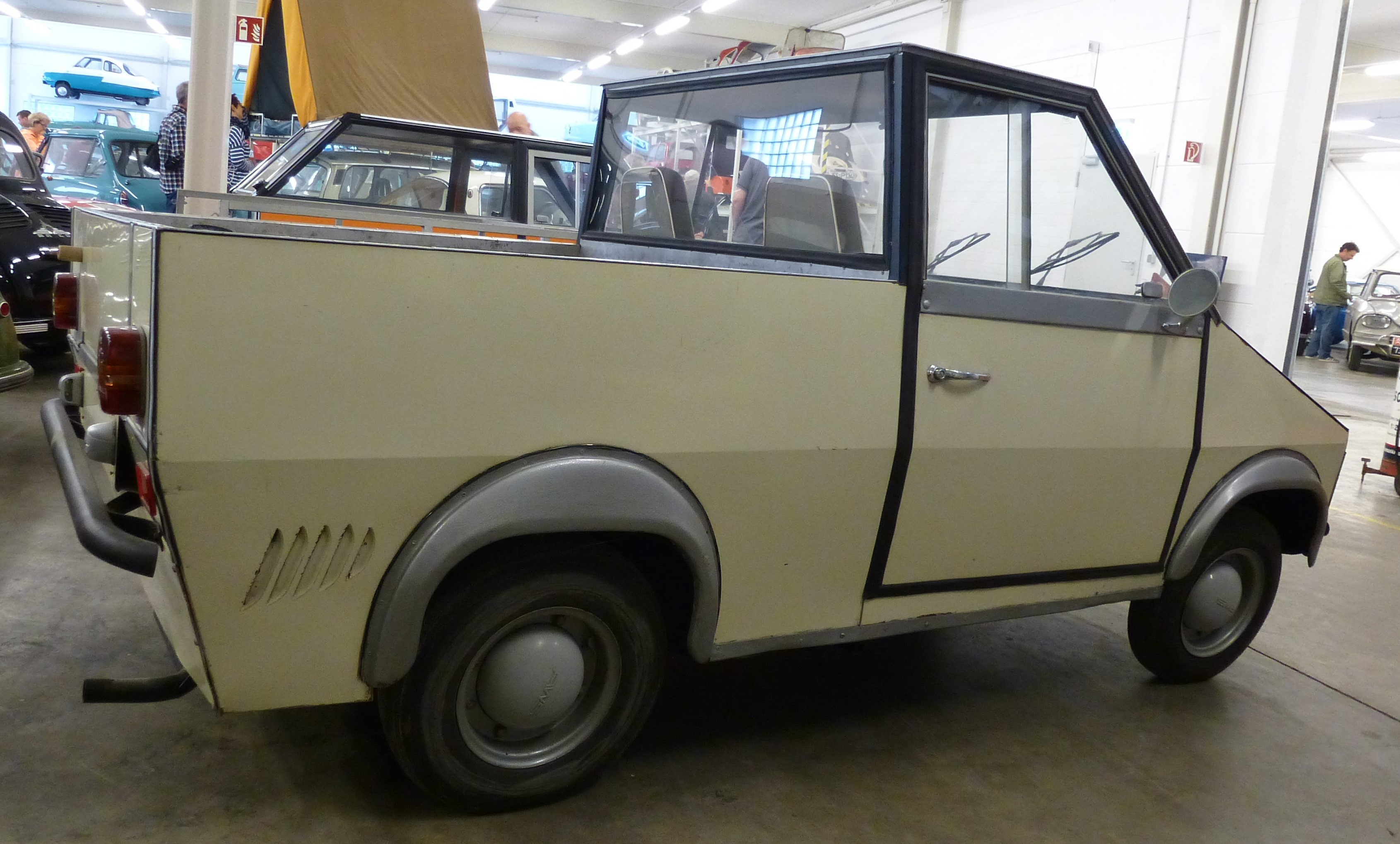
Pick-up
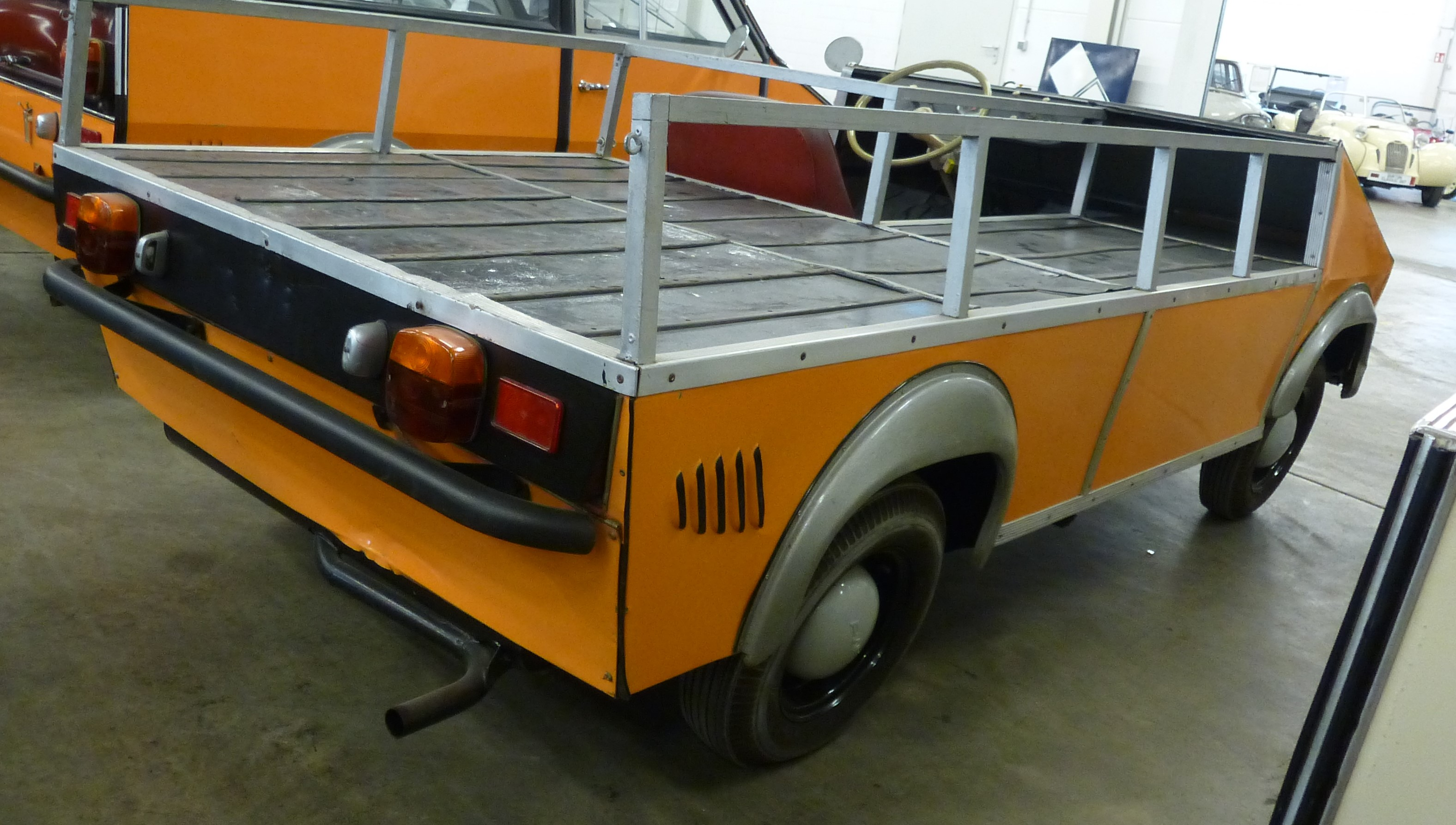
Industrietransporter